# Макарезе (Рим)
Макарезе је насеље у Италији у округу Рим, региону Лацио.
Према процени из 2011. у насељу је живело 1112 становника. Насеље се налази на надморској висини од 7 м.